# جورج دبلیو. اتکینسون
جورج دبلیو. اتکینسون (George Wesley Atkinson) (زادهٔ ۲۹ ژوئن ۱۸۴۵ – درگذشتهٔ ۴ آوریل ۱۹۲۵)، سرباز سواره نظام، وکیل، سیاستمدار، قاضی و پژوهشگر بود که پس از نامزدی در انتخابات فرمانداری ویرجینیای غربی از سوی حزب جمهوری‌خواه، دهمین فرماندار این ایالت شد. وی به عنوان عضو مجلس نمایندگان ایالت ویرجینیای غربی و همچنین به عنوان نماینده ویرجینیای غربی در کنگره ایالات متحده آمریکا خدمت نموده و حرفه عمومی خود را زمانی که در سمت قاضی فدرال ایالات متحده در دادگاه مطالبات خدمت می‌کرد به پایان رسانید.

## اوایل زندگی و تحصیلات
جورج در ۲۹ ژوئن ۱۸۴۵ در چارلستون، شهرستان کانوا، ویرجینیا (حالا ویرجینیای غربی) زاده شد، مادر وی مریم رادار (۱۸۱۳ – ۱۸۹۶ میلادی) اهل شهرستان نیکولاس و پدرش سرهنگ جیمز اتکینسون (۱۸۱۱ – ۱۸۶۶ میلادی) دهقان و معاون کلانتر شهرستان کانوا بود. جورج که دومین فرزند خانواده بود و پس از پدربزرگ پدریش نام‌گذاری شده بود، هفت خواهر داشت. وی در مدرسه دولتی در چارلستون آموزش دید.
در جریان جنگ داخلی آمریکا، اتکینسون در ارتش ثبت نام نموده و به عنوان سرباز در گروهان F سواره نظام یکم ویرجینیای غربی خدمت کرد. پس از جنگ، اتکینسون به علاوه اینکه سرپرست مدارس دولتی شهرستان کانوا شد، پدر خود را از دست داد و ازدواج کرد، (در زیر شرح داده شده‌است)، وی در دانشگاه وسلین اوهایو نیز شرکت نموده و مدرک لیسانس بی‌ای خود را در ۱۸۷۰ میلادی کسب کرد. وی به تحصیلات خود ادامه داده و کارشناسی‌ارشد علوم (ام‌ای) را در ۱۸۷۳ میلادی از همین مؤسسه به‌دست‌آورد. او در کالج ماونت یونیون، مؤسسه منتسب به کلیسای متدیست که در ۱۸۴۵ میلادی در الیانس، اوهایو تأسیس شده بود، در دوره فوق لیسانس شرکت نموده و در ۱۸۷۷ میلادی مدرک دکترای تخصصی (PhD) خود را از این مؤسسه تحصیلی کسب کرد. در ۱۸۷۱ میلادی، او یا به نشویل، تنسی یا واشینگتن دی.سی. رفت تا در رشته حقوق آموزش ببیند و در نهایت توانست مدرک لیسانس حقوق خود را در ۱۸۷۴ میلادی از مدرسه حقوق دانشگاه هاوارد به‌دست بیاورد. بعدها او در کلاس‌های حقوقی دانشگاه کلمبیا نیز شرکت کرد.
او برای بار اول با الن ایگان (۱۸۴۲ – ۱۸۹۴ میلادی) ازدواج کرد و از وی پنج فرزند داشت؛ نخستین فرزند آنها هوارد اتکینسون (۱۸۶۹ – ۱۹۳۸ میلادی) تا درجه سرگرد در ارتش ایالات متحده ترفیع نمود. در ۱۸۹۷ میلادی، پس از مرگ همسرش، وی برای بار دوم با میرا هورنر داویس کامدن (۱۸۴۴ – ۱۹۲۵ میلادی)، بیوهٔ قاضی جیدیون دی. کامدن، ازدواج کرد.

## حرفه
اتکینسون از ۱۸۶۹ تا ۱۸۷۱ میلادی در اداره آموزش چارلستون و از ۱۸۶۸ – ۱۸۷۰ میلادی به عنوان دستیار سرپرست مدارس دولتی شهرستان خدمت کرد. وی همچنین معاون دستیار مدارس دولتی شهرستان کانوا شده و از ۱۸۶۸ تا ۱۸۷۰ میلادی در این سمت خدمت کرد. همزمان، اتکینسون همچنین برای هیئت رود کانوا عوارض گردآوری می‌کرد (۱۸۶۹ تا ۱۸۷۱ میلادی). وی همچنین از ۱۸۷۱ تا ۱۸۷۷ میلادی مسئول پُستخانه مرکز شهرستان کانوا (حالا چارلستون) بود.
مدت کوتاهی پس از فراغت از مدرسه حقوقی هاوارد، اتکینسون مجوز فعالیت در دادگاه ویرجینیا غربی را دریافت نموده و از ۱۸۷۵ تا ۱۸۷۷ میلادی به عنوان وکیل خصوصی در چارلستون کار کرد. در سال آخری (۱۸۷۶ میلاد)، وی در مجلس نمایندگان ویرجینیای غربی انتخاب شد. اتکینسون در ۱۸۷۷ میلادی به ویلینگ رفته و از ۱۸۷۷ تا ۱۸۷۸ میلادی روزنامه ویلینگ استاندارد را ویرایش کرد. پس از آن اتکینسون شغل بعدی فدرال خود را دریافت نموده و از ۱۸۷۹ – ۱۸۸۱ میلادی به عنوان مأمور درآمد در اداره درآمد داخلی (حالا خدمات درآمد داخلی) وزارت خزانه‌داری ایالات متحده در ویلینگ کار کرد. پس از آن، او از ۱۸۸۱ تا ۱۸۸۵ میلادی مارشال ایالات متحده در ناحیه ویرجینیای غربی شد.

### خدمت در کنگره
اتکینسون از حوزه انتخابیه کنگره‌ای یکم ویرجینیای غربی، از سوی حزب جمهوری‌خواه، در انتخابات کنگره شرکت کرد. هرچند به‌نظر می‌رسید که او در این انتخابات شکست می‌خورد، اما وی توانست با موفقیت نماینده برحال کنگره جان او پندلتون را در انتخابات مجلس نمایندگان ایالات متحده شکست داده و وارد ۵۱امین کنگره ایالات متحده شود و تنها برای یک سال از ۲۶ فوریه ۱۸۹۰ تا ۳ مارس ۱۸۹۱ خدمت نماید. اتکینسون برای بار دوم در انتخابات ۱۸۹۰ خود را نامزد نکرد.

### ویراستار روزنامه
پس از ترک کنگره، اتکینسون از ۱۸۹۱ تا ۱۸۹۶ میلادی دوباره به حرفه حقوقی و همچنین به کسب‌وکار روزنامه بازگشت. وی در همین زمان، به عنوان ویراستار ویست ویرجینیا ژورنال در ویلینگ خدمت کرد.

### فرماندار
اتکینسون با انتخاب شدن به عنوان فرماندار ویرجینیای غربی و خدمت از ۱۸۹۷ تا ۱۹۰۱ موجب خشم دموکرات کورنلیوس سی. واتس شد. دموکرات‌ها برای ۲۶ سال فرمانداری این ایالت را در دست داشتند، اما ویرجینیای غربی در این دوران با مشکلات مالی مواجه بود. اتکینسون بر علیه فساد سیاسی و لابی‌گری حرفه‌ای مبارزه کرد. وی همچنین در مورد افزایش مالیات با رهبر حزب جمهوری‌خواه و سناتور ایالات متحده استیون بنتون الکینس مذاکره نموده و در نهایت قناعت وی را فراهم کرد. با این حال، دادن امتیاز موجب جدا شدن شاخه اصلاح‌طلب این حزب شد. با این همه، اتکینسون برای هشت ساعت در روز کار می‌کرد تا از استخدام کودکان زیر ۱۴ سال جلوگیری نماید، شرایط کاری را برای زنان بهبود بخشید و مقررات ایمنی در صنعت و معدنکاری وضع کرد. علاوه بر صحبت صریح علیه قوانین نژادپرستانه جیم کرو در ایالت‌های همجوار که باعث محرومیت اکثریت سیاه‌پوستان و همچنین سفیدپوستان فقیر می‌شد، اتکینسون آموزش عمومی با کیفیت، یک نظام دائمی برای جاده و مهاجرت باز و مساوی فراهم نمود. پس از اینکه دوره خدمت وی به عنوان فرماندار به پایان رسید، رئیس‌جمهوری روزولت (با تأیید مجلس سنا) وی را به عنوان دادستان ایالات متحده برای ناحیه جنوبی ویرجینیای غربی معرفی کرد، سمتی که وی از ۱۹۰۱ تا ۱۹۰۵ میلادی در آن خدمت نمود.

### قاضی فدرال
رئیس‌جمهور تئودور روزولت در ۱۵ آوریل ۱۹۰۵ اتکینسون را، زمانی که کنگره در تعطیلات بود، به عنوان قاضی دادگاه مطالبات (که بعدتر به دادگاه مطالبات ایالات متحده تغییر نمود) گماشت، سمتی که پس از قاضی لاورنس ویلدن خالی شده بود. روزولت به‌طور رسمی اتکینسون را در ۵ دسامبر ۱۹۰۵ برای این سمت معرفی کرد. مجلس سنای ایالات متحده در ۱۶ ژانویه ۱۹۰۶ این انتصاب را تأیید نموده و اتکینسون در همان روز به کار رسمی خود آغاز کرد. وی در ۱۶ آوریل ۱۹۱۶ چندین ماه قبل از زادروز ۷۱ سالگی خود از این سمت استعفا داد.

### اواخر زندگی و آثار
اتکینسون به شهرستان چارلستون بازگشته و به نوشتن و همچنین فعالیت در حزب جمهوری‌خواه ادامه داد. در ۱۹۱۸ میلادی وی از نامزدی تی. گیلیس نوتر، دادستان آفریقایی-آمریکایی اهل چارلستون، در مجلس قانون‌گذاری ایالتی حمایت کرد. نوتر برای بار دوم نیز در انتخابات برنده شده و در کل حوزه جنوب، وی تقریباً تنها سیاه‌پوستی بود که یک سمت ایالتی داشت.
اتکینسون ۱۱ کتاب شعر و ادبیات غیرداستانی نوشت که مشتمل بود بر: تاریخ شهرستان کانوا (۱۸۷۶ میلادی، روحانیون ویرجینیای غربی (۱۸۷۸ میلادی)، پس از قاچاقچیان شبانه (۱۸۸۱ میلادی)، هضم درآمد (۱۸۸۰ میلادی)؛ ای.بی.سی. تعرفه (۱۸۸۲ میلادی)؛ مکُن، یا تراشه‌های از مشکلات زندگی با حقیقیت (۱۸۸۶ میلادی)؛ روان‌شناسی ساده (۱۸۸۷ میلادی)، مردان برجسته ویرجینیای غربی (۱۸۹۰ میلادی)، اشعار (۱۸۹۹ میلادی) و کرسی و می‌خانه ویرجینیای غربی (۱۹۱۹ میلادی).

## مرگ، افتخارات و میراث
اتکینسون در ۱۴ آوریل ۱۹۲۵ در چارلستون درگذشت. وی در گورستان تاریخی چارلستون، اسپرنگ هیل، به خاک سپرده شد.
اتکینسون چندین مدرک افتخاری به‌دست‌آورد، از جمله مدرک دکترای حقوق مدنی از دانشگاه گرانت ایالات متحده، مدرک دکترای حقوق مدنی از دانشگاه نشویل در ۱۸۹۰ میلادی و مدرک دکترای حقوق (D.C.L) از دانشگاه ویرجینیا غربی در ۱۸۹۷ میلادی.